# Робертсон, Конрад
Ко́нрад Кри́стиан Ро́бертсон (англ. Conrad Christian Robertson; род. 27 декабря 1957, Девонпорт, Окленд) — новозеландский гребец, выступавший за сборную Новой Зеландии по академической гребле в период 1978—1985 годов. Чемпион летних Олимпийских игр в Лос-Анджелесе, чемпион мира, победитель и призёр многих регат международного значения.

## Биография
Конрад Робертсон родился 27 декабря 1957 года в Девонпорте, Новая Зеландия. Его отец Крис Робертсон с 1960 года занимался бизнесом по производству лодок в Норт-Шоре.
Конрад, таким образом, попал в академическую греблю в раннем детстве, проходил подготовку в местном одноимённом клубе North Shore Rowing Club.
Дебютировал на взрослом международном уровне в сезоне 1978 года, когда вошёл в основной состав новозеландской национальной сборной и выступил на домашнем чемпионате мира в Карапиро — в зачёте распашных рулевых двоек сумел квалифицироваться лишь в утешительный финал В и расположился в итоговом протоколе соревнований на восьмой строке.
В 1979 году на мировом первенстве в Бледе стал серебряным призёром в восьмёрках, уступив в финале только команде из Восточной Германии.
Рассматривался в качестве кандидата на участие в Олимпийских играх 1980 года в Москве, однако Новая Зеландия вместе с несколькими другими западными странами бойкотировала эти соревнования по политическим причинам.
В 1981 году Робертсон отметился выступлением на чемпионате мира в Мюнхене, показал в восьмёрках седьмой результат.
В 1983 году в распашных рулевых четвёрках одержал победу на мировом первенстве в Дуйсбурге.
Благодаря череде удачных выступлений удостоился права защищать честь страны на летних Олимпийских играх 1984 года в Лос-Анджелесе. В составе четырёхместного безрульного экипажа, куда также вошли гребцы Шейн О’Брайен, Лес О’Коннелл и Кит Траск, обошёл всех своих соперников в финале и тем самым завоевал золотую олимпийскую медаль.
После лос-анджелесской Олимпиады Конрад Робертсон ещё в течение некоторого времени оставался в составе гребной команды Новой Зеландии и продолжал принимать участие в крупнейших международных регатах. Так, в 1985 году он выступил на чемпионате мира в Хазевинкеле — на сей раз попасть в число призёров не смог, в программе парных четвёрок занял 12 место.
Завершив спортивную карьеру, вместе со своим братом Мартином занимался управлением семейным бизнесом по производству лодок Robertson Boats.